# Філі (станція метро)
55°44′46″ пн. ш. 37°30′52″ сх. д. / 55.74611° пн. ш. 37.51444° сх. д.
«Філі́» (рос. Фили) — станція Філівської лінії Московського метрополітену. Розташована між станціями «Кутузовська» і «Багратіонівська», на Новозаводській вулиці.
Була відкрита 7 листопада 1959 як продовження лінії на захід.
Отримала назву за однойменним районом Москви.
Над північною частиною станції розташовано шляхопровід Багратіонівського проїзду.

## Вестибюлі й пересадки
На станції два засклені вестибюлі з торців станції, вони ж служать переходами між платформами. Станція є пересадковою на однойменну залізничну станцію Білоруського напрямку.

### Пересадки
- Станцію МЦД-1 Філі
- Автобуси: 69, 116, 178, 366, с369, 470, 653

## Технічна характеристика
Конструкція станції — наземна з береговими платформами. Споруджена за типовим проектом наземного типу.

## Колійний розвиток
Станція без колійного розвитку.